# Huamuxtitlán (thành phố)
Huamuxtitlan là thành phố thủ phủ khu đô thị Huamuxtitlánbang Guerrero, tây nam México.